# Cootamundra
Cootamundra – miasto w Australii, w stanie Nowa Południowa Walia.